# موسیقی سکوت
موسیقی سکوت (ایتالیایی: La musica del silenzio) یک فیلم سینمایی ایتالیایی در ژانر فیلم زندگی‌نامه‌ای محصول سال ۲۰۱۷ به کارگردانی مایکل ردفورد است؛ که براساس رمان سال ۱۹۹۹ میلادی با همین نام نوشته شده توسط تنور آندریا بوچلی ساخته شده‌است آزادانه با الهام از زندگی دوران کودکی خود تا آغاز کار بزرگش ساخته شده‌است.

## داستان
فیلم به داستان زندگی آندریا بوچلی، خوانندهٔ نابینای مطرح و سرشناس ایتالیایی می‌پردازد. او که در همان کودکی از تنبلی چشم رنج می‌برد، به دلیل علاقهٔ فراوان به موسیقی در آموزشگاهی به یادگیری پیانو پرداخت و هم‌زمان به اپرا روی آورد و…

## بازیگران
- توبی سباستین به عنوان آموس بردی (آندره بوچلی)
- لویزا رانیری به عنوان ادی
- جوردی مویا به عنوان ساندرو
- آنتونیو باندراس
- انیو فانتاستیکینی
- الساندرو اسپردودی در نقش آدریانو[۲][۳]